# 凱伍德山
75°18′S 72°25′W / 75.300°S 72.417°W
凱伍德山（英語：Mount Caywood），是南極洲的山峰，位於帕爾默地，處於錢德勒山和哈夫曼山之間，美國地質調查局根據測量和該國海軍的空中照片繪入地圖，現時由南極條約體系管理。